# ايدبز
إيان دبليو (بلانجليزية : .lan W)  المعروف باسم أيدابز (بلانجليزية : idubbbz) هو شخصية أمريكية وممثل كوميدي على يوتيوب ، اشتهر بقنوات أيدابز تي في و أيدابز تي في 2 و أيدابز غايمز على اليوتيوب، وبلغ ذروته في المرتبة 24 على مخطط بليبورد لمبيعات الأغاني الرقمية في الولايات المتحدة R & B / HH . اشتهر سابقا بسلسلة صنعها على اليوتيوب في عام 2015 بإسم شرطة اليوتيوب أو "Content Cop" يستعرض فيها صناع المحتوى ذو المحتوى الرديء وينتقدهم بطريقة ساخرة بينما يتقمص شخصية الشرطي.

## ديسكغرفي

### فردي
| لقب                                           | سنة  | مراكز الرسم البياني الذروة        | مراكز الرسم البياني الذروة | مراكز الرسم البياني الذروة  | البوم            |
| لقب                                           | سنة  | الولايات المتحدة R B / HH Digital | SCO <br />                 | إندي المملكة المتحدة <br /> | البوم            |
| --------------------------------------------- | ---- | --------------------------------- | -------------------------- | --------------------------- | ---------------- |
| " جايك بول الآسيوي " <br /> (يضم Boyinaband ) | 2017 | 24                                | 74                         | 22                          | Non-album single |